# Ponta Hatomanulaho
Der Ponta Hatomanulaho ist ein Kap östlich der osttimoresischen Landeshauptstadt Dili. Es befindet sich im Westen des Verwaltungsamts Metinaro und bildet den nördlichsten Punkt des Sucos Sabuli, an der Küste der Straße von Wetar, nahe der Grenze zum Suco Hera (Verwaltungsamt Cristo Rei). Zudem markiert der Ponta Hatomanulaho das östliche Ende der Bucht von Hera und das Westende der Bucht von Hatarairun Ulun. Dem Kap selbst ist nordwestlich eine kleine Insel vorgelagert. Der Ort Pasir Putih befindet sich südwestlich des Ponta Hatomanulaho.

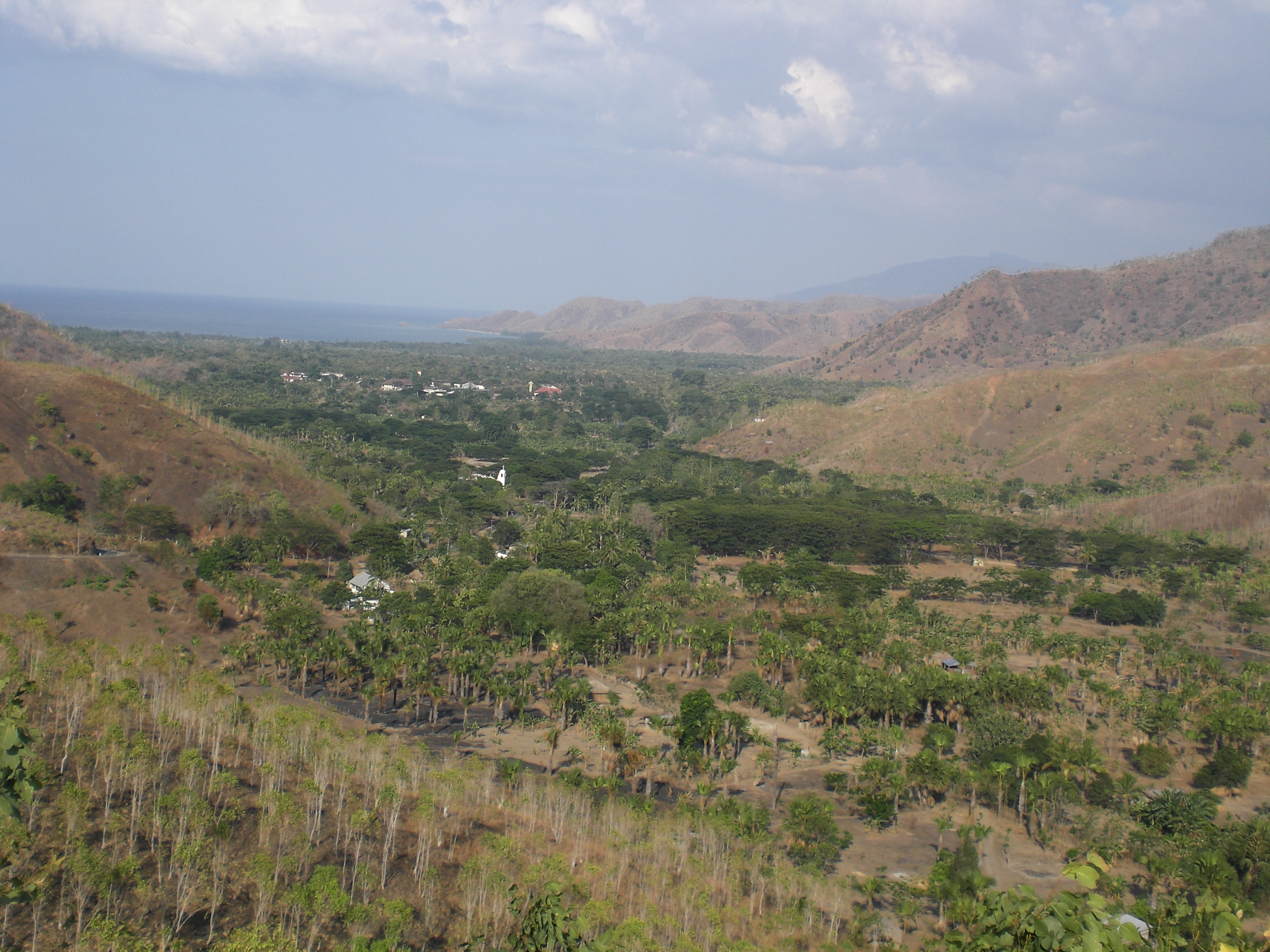
Blick über den Suco Hera mit der gleichnamigen Bucht und dem Ponta Hatomanulaho im Hintergrund
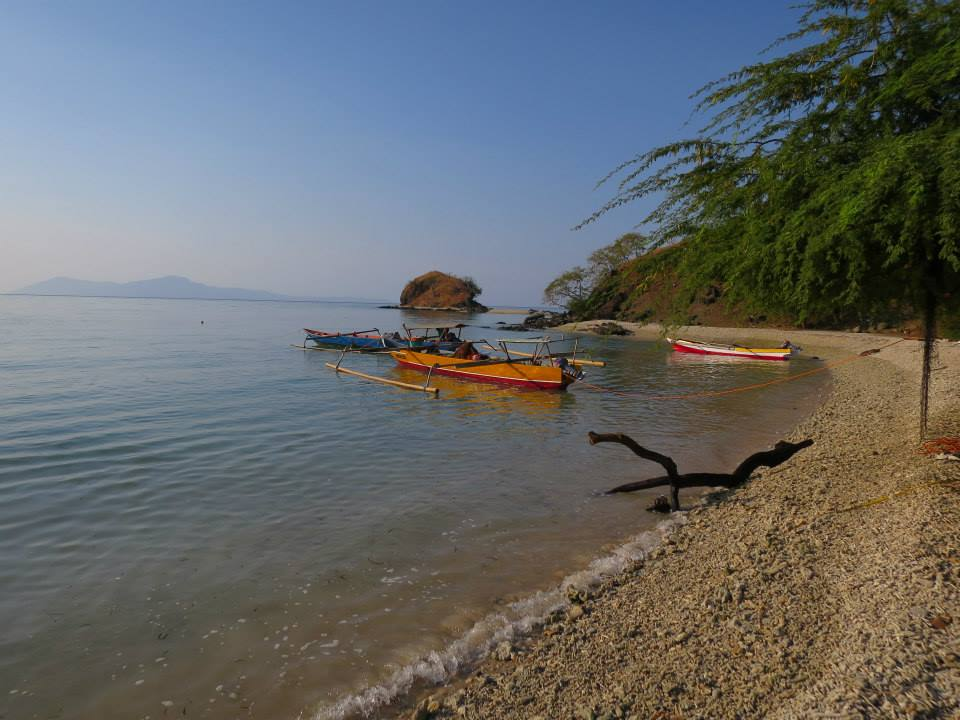
Der Ponta Hatomanulaho von der Bucht von Hera aus
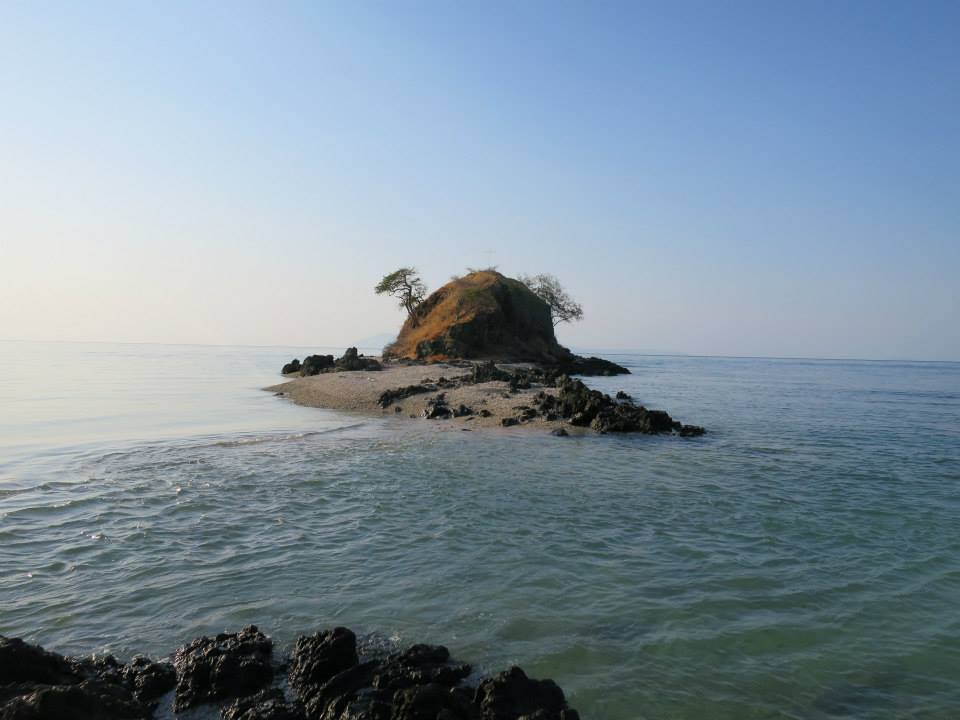
Die kleine, dem Ponta Hatomanulaho vorgelagerte Insel
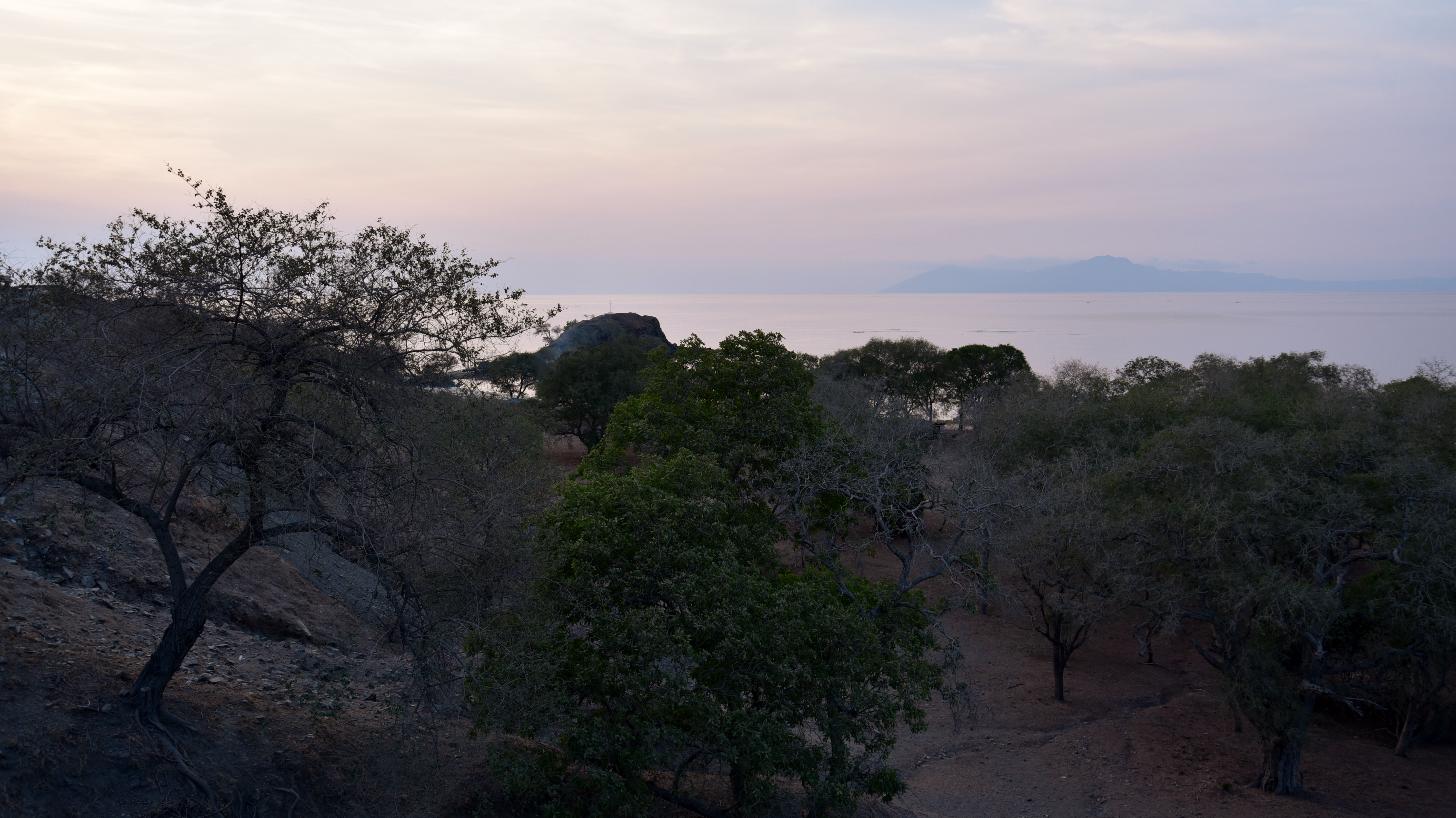
Das Kap von der Ostseite aus